# Miren Agur Meabe
Miren Agur Meabe Plaza (Lequeitio, Vizcaya, 7 de octubre de 1962) es una escritora y traductora en euskera. Diplomada en Magisterio por la Escuela de Profesorado de Derio en la especialidad de Ciencias Sociales. Posteriormente se licenció en Filología Vasca. Trabajó varios años en la Ikastola Kirikino de Bilbao. A partir de 1990 también ha dirigido la editorial Giltza-Edebé en el País Vasco. En la actualidad su trabajo está centrado en la traducción y la creación literaria. Como escritora su obra se desarrolla sobre todo en torno a la poesía y la literatura infantil y juvenil. A lo largo de su carrera ha sido galardonada con distintos premios. Varias de sus obras han sido traducidas al catalán, al español y al gallego. Desde el año 2006 es miembro colaborador de La Real Academia de la Lengua Vasca-Euskaltzaindia.
En 2021 fue galardonada con el Premio Nacional de Poesía  por "Nola gorde errautsa kolkoan" ("Cómo guardar ceniza en el pecho"). Fue la primera vez que el galardón se otorgó a una obra escrita en euskera.

## Trayectoria literaria
Su primer cuento, Uneka... Gaba, se publica en 1986. En esta obra, utilizando un lenguaje muy cercano a la lírica, ya se aprecian los rasgos característicos de su obra: el simbolismo y el concepto postmoderno del "momento": "el momento nos vive y solamente vivimos el momento". El yo y el momento nos envuelven.
Centrada en la poesía en 1991 gana el Concurso Literario del Ayuntamiento de Lasarte-Oria con la obra Oi hondarrezko emaikaitz. Es una colección de poemas en torno al mito de Penélope. La primera edición pasó desapercibida y volvió a editarse en la revista Idatz & Mintz del Instituto Labayru el año 1999. Varios de estos poemas se publicarán después en su libro de poesía más conocido: El código de la piel (Azalaren kodea, 2000).
En este trabajo, según se desprende de su poética, la autora intenta desarrollar una escritura basada en el cuerpo. Los títulos de las secciones del libro muestran las diferentes maneras de expresarse en relación con el cuerpo: Orbainak (Cicatrices), Tatuajeak (Tatuajes) y Kontraseinuak (Contrasignos). Utiliza un nuevo lenguaje de gestos y de amor. Sin embargo en Oharrak el estilo queda definido por la exactitud, la brevedad y la concreción.
Este nuevo vocabulario relacionado con el cuerpo de la mujer es un intento de comunicación a través de los gestos, a pesar de realizarse por medio de la palabra. La propia vida de la autora se encuentra en el inicio de los poemas, la cual transmite su mensaje a través de esos versos.
Miren Agur Meabe también aborda la literatura infantil y juvenil, sobre todo a partir del año 2000, y es el género con el que más reconocimiento ha obtenido, principalmente por la obtención del Premio Euskadi, Euskadi Saria en tres ocasiones, por las obras: La casa del Acantilado (Itsaslabarreko etxea, 2002): Se trata de un cuento de aventuras, con los ingredientes de la investigación y el miedo[3]; Un año en el faro (Urtebete itsasargian, 2006), que proporciona una versión de la guerra civil desde el punto de vista de un muchacho. Incide en los pasajes de la vida de este y en su sensibilidad al vivirlos, sobre todo los relacionados con el amor. A diferencia de la obra de Joseba Sarrionaindia sobre el mismo tema, Miren Agur Meabe se dedica principalmente a destacar lo cotidiano; y La carretera (Errepidea).
En cuanto a la poesía juvenil se estrenó con ¿Qué es el amor, sino...? (Zer da, ba, maitasuna?) en 2008. Son poemas el amor.
El álbum Mila magnolia-lore (Mil flores de magnolio, 2010), en el que combina prosa y poesía, fue incluido en la Lista de Honor del IBBY.
Ha participado en encuentros literarios internacionales tales como el Dublin Festival Writers (2003), el VIII Congreso Internacional de Mujeres Poetas (Vitoria, 2005), el XXI Festival Literario de Vjlenica (Eslovenia, 2006), el Festival de Edimburgo en 2007, en el Instituto Cervantes de Viena (2008), o en los Basques Studies Centres de Santa Bárbara y Reno (2008) y la Feria de Frankfurt (2009), y algunos de sus textos han sido traducidos a otras lenguas y al braille.

## Obras

### Literatura infantil y juvenil
- Uneka... Gaba (1986).
- Bisita. (Gara, 2001).
- La casa del acantilado (Itsaslaberreko etxea, 2001), (Edebé, 2004). Traducida al español por la autora,
- Joanes eta Bioletaren bihotza. (Elkar, 2002).
- Amal. 2003.
- Vivo en dos casas (Etxe bitan bizi naiz, eta zer?, Elkar, 2003) (Editores Asociados, 2003) con ilustraciones de Jokin Mitxelena, San Sebastián, Traducido al gallego: Eu vivo en dúas casas... ¿e que?, (Galaxia, 2003). Traducido al aragonés: Bibo en dos casas, por Chabier Tomás Arias (Xordica, 2003). Traducido al catalán: Visc en dues cases (La Galera, 2003).
- Cómo corregir a una maestra malvada (Nola zuzendu andereño gaizto bat, 2003), (Edebé, 2003). Traducida al español por la autora,
- Un año en el faro (Urtebete itsasargian, 2006). (Lóguez, 2008).Traducida al español por la autora.
- Supositorios para el lobo (Supositorioak otsoarentzat,Giltza, 2006.) (Edebé, 2006)
- Una estrella en la sopa (Izar bat zopa, Giltza, 2008).
- Olatu guztien gainetik.(Ibaizabal, 2009.)
- La carretera (Errepidea). (Erein, 2010.)
- Mila magnolia lore. (Gero-Mensajero, 2010).
- Bihotzak dun-dun. (Elkar, 2015.)
- Ross. Con ilustraciones de Estibalitz Jalón.(Lóguez, 2017).

### Poesía
- Iraila. (Sustraia, 1984.)
- Nerudaren zazpigarren maitasun olerkiari begira. (Sustraia, 1985.)
- Arratsezko poemak. 1987
- Peneloperen poemak. (Idatz & Mintz, 1989).
- Oi, hondarrezko emakaitz!. (Labayru, 1999).
- Ihesaren kantua. (Idatz & Mintz, 2000).
- El código de la piel (Azalaren kodea, 2000). (Bassarai, 2002). Traducido al catalán: El codi de la pell por Maria Josep Escrivà, (Edicions96, 2006).
- Espuma en la manos (Bitsa eskuetan, Susa, 2010). (Ediciones Trea, 2017).
- Nola gorde errautsa kolkoan (Editorial Susa, 2020).[11]

### Narrativa
- Uneka... gaba (1996, Labayru).
- Mila magnolia lore (2010, Gero-Mensajero).
- Un ojo de cristal (Kristalezko begi bat, Susa, 2013). (Pamiela, 2014). Traducido al catalán: Un ull de vidre por Jon Elordi y Laia Noguera (Pamiela, 2013).
- ¿Qué es el amor, sino...? (Zer da, ba, maitasuna, Elkar, 2008) (Loguez, 2011). Traducido al catalán: Què és l'amor sinó...? por Maria Josep Escrivà, ilustraciones de Concetta Probanza, (Edicions96, 2014).
- Mila magnolia lore. Gero-Mensajero, 2010.
- Hezurren erretura (Susa, 2020)

### Lecturas por niveles
- Tangoa noizean behin.Elkar, Arian irakurgaiak, 2012
- Borrokalari argitsuak. Elkar, Arian irakurgaiak, 2012
- Zisnea eta uhartea. Elkar, Arian irakurgaiak, 2013
- Titare bete zorion. ElkarArian irakurgaiak, 2014
- Tximeletak. Elkar, Arian irakurgaiak, 2016
- Kresalaren Taberna. Elkar, Arian irakurgaiak, 2017.

### Traducciones

#### Al euskera
- Ausarten kluba de Begoña Ibarrola (Elkar, 2012)
- Ehunzango dantzaria de Begoña Ibarrola. (Elkar, 2012)
- Adarbakar urdina de Begoña Ibarrola. (Elkar, 2015)
- Alizia eta antzara jokoa.2017: Premio “Vitoria-Gasteiz”, categoría literatura infantil, “Alicia et le jeu de l’oie” de Lola Moral y Sergio García[12]

#### Al castellano
- El juego de las sillas (Aulki-jokoa) de Uxue Alberdi. (Alberdania, 2012)
- Basa (Basa) de Miren Amuriza. (consonni, 2021)

### Antologías
- Fue seleccionada entre los ocho poetas en lengua vasca recogidos en Las aguas tranquilas (editor: Aitor Francos, Renacimiento, 2018). La propia autora tradujo su obra al español.[13]
- Ha participado con el relato La piedra de abril en el libro Alar de rosas (2020), que bajo la coordinación de la escritora española Teresa Iturriaga Osa ha sido publicado en España y cuyos beneficios serán destinados a apoyar el orfanato Our Little Rosas, un proyecto de educación bilingüe que sostiene en la población hondureña de San Pedro Sula el poeta y pastor estadounidense Spencer Reece.

## Premios
- 1991: Premio Ayuntamiento de Lasarte-Oria por Oi hondarrezko emakaitz!, libro de poemas publicado en 1999.
- 1997: Premio Imagina Euskadi por Ohar orokorrak. Poesía
- 2001: Premio de la Crítica de poesía en euskera por Azalaren kodea.
- 2002: Premio Euskadi de Literatura Infantil y Juvenil por Itsaslabarreko etxea, (La casa del acantilado)
- 2007: Premio Euskadi de Literatura Infantil y Juvenil por Urtebete itsasargian, (Un año en el faro)
- 2007: Premio Lauaxeta otorgado por la Diputación Foral de Vizcaya a su trayectoria literaria.
- 2008: Premio Liburu Gaztea (Libro Joven) por el libro Un año en el faro.
- 2011: Premio Euskadi de Literatura Infantil y Juvenil por La carreterera (Errepidea).
- 2011: Premio de la Crítica de poesía en euskera por Bitsa eskuetan.
- 2012: Lista de Honor de IBBY por Mila magnolia-lore.
- 2012: Premio Rosalía de Castro a la trayectoria literaria.
- 2013: Premio 111Akademiaren Saria por Kristalezko begi bat
- 2014: Premio Zazpikale de la Feria del Libro de Bilbao por la novela Kristalezko begi bat.
- 2019: Premio Atea-Laboral Kutxa Saria en la inauguración de la 49 edición de la Feria del Libro de Bilbao
- 2021: Premio Nacional de Poesía por Nola gorde errautsa kolkoan ("Cómo guardar ceniza en el pecho").[14]

### Traducción
- 2017: Premio “Vitoria-Gasteiz”, categoría literatura infantil, por la obra Alicia et le jeu de l’oie de Lola Moral y Sergio García Alizia eta antzara jokoa.[12]